# Орешки (Дивеевский район)
Оре́шки — сельский посёлок в Дивеевском районе Нижегородской области. Входит в состав Сатисского сельсовета.
Расположен в 10 км к югу от села Дивеево. Основан Иваном Артамоновым. Соединён грунтовыми просёлочными дорогами на севере с селом Яковлевка (8 км) и посёлком Городки́ (3 км), на западе с посёлком Путь Ленина (2 км), на востоке с посёлком Хвощёво (2 км); на юге — дорогой с асфальтовым покрытием с посёлком Полевой (1 км) и прилегающей к нему шоссейной развязке Дивеево — Саров — Сатис — Вознесенское. Употребляется языковой оборот «…на Орешках».

## История
Образован в начале 1900-х годов жителями соседних сёл Аламасово и Нарышкино Вознесенского района Нижегородской области. Жители занимались выращиванием злаковых, льна, сортовых цветов, совместно с жителями пос. Хвощёво изготавливали крепкую тару и лотки, в том числе и дубовую для мёда и вин. Между пос. Полевой и пос. Орешки до сих пор существует пасека.
До возникновения современного посёлка в 1920-х годах, часть жителей проживала в лесу, западнее в сторону пос. Путь Ленина (в народе Коммуна).

## Современность
В настоящее время в посёлке имеются постоянные жители. Имеется пруд. В посёлке три улицы Полевая, Трудовая, Юбилейная. Большинство домов — дачи. Постоянно проживают в Орешках жители 14 домов, есть «дальнобойный» транспорт, самосвалы, авторемонтная мастерская, телефонный аппарат с оплатой картами Волга-Телеком.